# Trä (musikalbum)
Trä är den svenska folkmusikgruppen Hedningarnas tredje studioalbum, utgivet 1994 på skivbolaget Silence Records. Skivan har även getts ut i USA av skivbolaget Northside och i Nederländerna av Music & Words.

## Låtlista
1. "Täss'on Nainen" – 4:25
2. "Min skog" – 4:06
3. "Vargtimmen" – 4:20
4. "Gorrlaus" – 5:08
5. "Skrautvål" – 3:02
6. "Pornopolka" – 2:35
7. "Räven" – 4:53
8. "Såglåten" – 3:27
9. "Tuuli" – 5:36
10. "Täppmarschen" – 3:31
11. "Tina Vieri" – 6:20

## Medverkande
- Sanna Kurki-Suonio – trummor, bas, sång, bakgrundssång
- Tellu Paulasto – sång, bakgrundssång, harpa, fiol
- Wimme Saari – jojksampling
- Anders Stake – fiol, säckpipa, harpa, flöjt, sång
- Hållbus Totte Mattsson – Horn, oud, sång
- Björn Tollin – slagverk, sång

### Fotnoter
1. ↑  ”Trä”. Discogs.com. http://www.discogs.com/Hedningarna-Tr%C3%A4/release/780904. Läst 29 januari 2013.